# Piper cocoranum
Piper cocoranum är en pepparväxtart som beskrevs av Trel. & Yunck.. Piper cocoranum ingår i släktet Piper och familjen pepparväxter. Inga underarter finns listade i Catalogue of Life.